# العلاقات البرازيلية اليابانية
العلاقات البرازيلية اليابانية هي العلاقات الثنائية التي تجمع بين البرازيل واليابان.

## مقارنة بين البلدين
هذه مقارنة عامة ومرجعية للدولتين:
| وجه المقارنة                                              | البرازيل | اليابان         |
| --------------------------------------------------------- | --- | --------------- |
| المساحة (كم2)                                             | 8.52 مليون | 377.97 ألف      |
| عدد السكان (نسمة)                                         | 202.66 مليون | 126.79 مليون    |
| الكثافة السكانية (ن./كم²)                                 | 23.79 | 335.45          |
| العاصمة                                                   | برازيليا، ريو دي جانيرو | طوكيو           |
| اللغة الرسمية                                             | برتغالية برازيلية، Brazilian Sign Language ‏ | اللغة اليابانية |
| العملة                                                    | ريال برازيلي، كروزيرو ريال برازيلي ‏، كروزيرو البرازيلية (1990–1993)، البرازيلي كروزادو نوفو، كروزادو برازيلي، cruzeiro ‏، كروزيرو البرازيلية (1942–1967)، الريال البرازيلي (قديم) | ين ياباني       |
| الناتج المحلي الإجمالي (بليون دولار)                      | 2.06 تريليون | 4.87 تريليون    |
| الناتج المحلي الإجمالي (تعادل القوة الشرائية) بليون دولار | 3.22 تريليون | 5.18 تريليون    |
| الناتج المحلي الإجمالي الاسمي للفرد دولار أمريكي          | 8.54 ألف | 34.52 ألف       |
| الناتج المحلي الإجمالي للفرد دولار أمريكي                 | 15.89 ألف | 36.62 ألف       |
| مؤشر التنمية البشرية                                      | 0.754 | 0.903           |
| رمز المكالمات الدولي                                      | +55 | +81             |
| رمز الإنترنت                                              | .br | .jp             |
| المنطقة الزمنية                                           | | توقيت اليابان   |

## مدن متوأمة
في ما يلي قائمة باتفاقيات التوأمة بين مدن برازيلية ويابانية:
- ترتبط سانتوس، ساو باولو مع ناغاساكي باتفاقية توأمة.
- ترتبط بورتو أليغري مع كانازاوا باتفاقية توأمة منذ 1994.
- ترتبط إتاخايي مع سوديغوارا باتفاقية توأمة.
- ترتبط باورو مع تيرني باتفاقية توأمة.
- ترتبط كوريتيبا مع هيميجي باتفاقية توأمة.[15][16]
- ترتبط ميناس جرايس مع ياماناشي باتفاقية توأمة منذ 25 يوليو 1973.
- ترتبط ساو باولو مع ميه باتفاقية توأمة منذ 7 نوفمبر 1973.
- ترتبط ساو فيسنتي، ساو باولو مع ناها باتفاقية توأمة.
- ترتبط باستوس [الإنجليزية]‏ مع كومانو باتفاقية توأمة.
- ترتبط ساو باولو مع ناها باتفاقية توأمة منذ 28 يوليو 1961.[17][17][17][17]
- ترتبط كامبو غراندي مع هاماماتسو باتفاقية توأمة.
- ترتبط ريو دي جانيرو مع كوبه باتفاقية توأمة منذ 1969.
- ترتبط ساو جوزيه دوس كامبوس مع كادوما باتفاقية توأمة.
- ترتبط إمبو داس آرتس مع هينو [الإنجليزية]‏ باتفاقية توأمة.
- ترتبط أوساسكو مع تسو باتفاقية توأمة منذ 4 يوليو 2006.[18]
- ترتبط لوندرينا مع ناغو باتفاقية توأمة.
- ترتبط ماتو غروسو دو سول مع أوكيناوا باتفاقية توأمة منذ 22 أبريل 1986.
- ترتبط بارانا مع هيوغو باتفاقية توأمة منذ 4 مايو 1970.
- ترتبط ريو غراندي دو سول مع ساغا باتفاقية توأمة منذ 1980.

## منظمات دولية مشتركة
يشترك البلدان في عضوية مجموعة من المنظمات الدولية، منها:
| علم المنظمة | اسم المنظمة                        | تاريخ انضمام البرازيل | تاريخ انضمام اليابان |
| ----------- | ---------------------------------- | --------------------- | -------------------- |
|             | مجموعة العشرين                     | ?                     | ?                    |
|             | منظمة التجارة العالمية             | ?                     | ?                    |
|             | الاتحاد البريدي العالمي            | ?                     | ?                    |
|             | مجموعة الموردين النوويين           | ?                     | ?                    |
|             | يونسكو                             | 4 نوفمبر 1946         | 2 يوليو 1951         |
|             | الفريق المعني برصد الأرض           | ?                     | ?                    |
|             | مؤسسة التمويل الدولية              | 31 ديسمبر 1956        | 20 يوليو 1956        |
|             | منظمة حظر الأسلحة الكيميائية       | ?                     | ?                    |
|             | مؤسسة التنمية الدولية              | 15 مارس 1963          | 27 ديسمبر 1960       |
|             | نظام تحكم تكنولوجيا القذائف        | 1995                  | 1987                 |
|             | وكالة ضمان الاستثمار متعدد الأطراف | 7 يناير 1993          | 12 أبريل 1988        |
|             | الاتحاد الدولي للاتصالات           | 4 يوليو 1877          | 29 يناير 1879        |
|             | منظمة الشرطة الجنائية الدولية      | ?                     | ?                    |
|             | الأمم المتحدة                      | 24 أكتوبر 1945        | 18 ديسمبر 1956       |
|             | البنك الدولي للإنشاء والتعمير      | 14 يناير 1946         | 13 أغسطس 1952        |
|             | البنك الإفريقي للتنمية             | ?                     | ?                    |

## أعلام
هذه قائمة لبعض الشخصيات التي تربطها علاقات بالبلدين:
- أدريانا ليما (عارضة برازيلية، 12 يونيو 1981 – )
- أليساندرو سانتوس (لاعب كرة قدم برازيلي، 20 يوليو 1977 – )
- دايشيرو يوشيمورا (لاعب كرة قدم برازيلي، 16 أغسطس 1947 – 1 نوفمبر 2003)
- روي راموس (لاعبو كرة قدم يابانيون، 9 فبراير 1957[26] – )
- فاغنر لوبيز (لاعب ومدرب كرة قدم برازيلي، 29 يناير 1969[27] – )
- ماركوس توليو تاناكا (لاعب كرة قدم برازيلي، 24 أبريل 1981[28] – )

## وصلات خارجية
- موقع وزارة الخارجية البرازيلية
- موقع وزارة الخارجية اليابانية